# Стержаков Володимир Олександрович
Володимир Олександрович Стержаков (нар. 6 червня 1959, Таллінн) — російський актор театру і кіно.

## Біографія
Закінчив  Школу-студію МХАТ (курс  В. П. Маркова) 1981 року. З 1981 по 2001 працював в МХАТі ім. Чехова.
Одружений, двоє дітей: Денис Володимирович Стержаков та Олексій Володимирович Стержаков.

## Театральні роботи
- «Горе від розуму» Грибоєдова
- «Тартюф» Мольєра — Клеант
- «Качине полювання»  Олександра Вампілова — Саяпін
- «Маленькі трагедії»
- «Мишкін ювілей»
- «Викрадення Сабінянінова»

## Фільмографія
1. 1986 — Плюмбум, або Небезпечна гра — Бармен
2. 1986 — Театр І.С. Тургенєва (телеспектакль)
3. 1987 — Цей фантастичний світ. Випуск 12 (телеспектакль) — Присяжний
4. 1989 — Коли мені буде 54 роки — Новий залицяльник дружини Юри
5. 1990 — Ворог народу — Бухарин — Михайло Юхимович Кольцов, публіцист, журналіст, письменник
6. 1990 — Повість непогашеного місяця
7. 1990 — Таксі-блюз — епізод
8. 1994 — Мишин ювілей (телеспектакль) — Федір, другий чоловік Каті
9. 1994 — Листи в минуле життя
10. 1995 — Фатальні яйця — Моржанський
11. 1996 — Повернення «Броненосця» — Любим Поліщук (головна роль)
12. 1996 — Кафе «Полуничка», Ресторанний критик 29 серія — критик
13. 1997 — Четверо (короткометражний)
14. 1998 — Чехов і Ко, Письменник 2-я серія — Захар Семенович Єршаков, господар магазину; Безнадійний 8-а серія — Ілля, слуга Шмахіна
15. 1999 — Д.Д.Д. Досьє детектива Дубровського, Вася Лебедєв. Приватне правосуддя. Дубровський, 1-а серія; Маша, 3-я серія; Магічні знаки, 4-я серія; Дебют зломщика, 6-я серія, Тактика відчаю, 7-я серія, Герої і битви, 8-а серія
16. 2000 — Будинок для багатих — Архітектор
17. 2000 — Імперія під ударом — Лікар Дубовицький. Подвійний Нельсон, 3-я серія
18. 2000 — Летаргія, фільм (короткометражний)
19. 2000 — Марш Турецького (1 сезон) — Летунов, директор авіабудівного заводу. Убити ворона, фільм 3
20. 2000 — Чек, фільм — епізод
21. 2001 — Московські вікна — Борис Федорович
22. 2001 — Чоловіча робота 1 — Депутат Островський
23. 2001 — Сміттяр — Людина за рулеткою
24. 2001 — На розі біля Патріарших-2 — Кузьмін
25. 2001 — Ніна. Розплата за кохання — Воронін
26. 2001 — Зупинка на вимогу 2 — Муриляк
27. 2001 — Сезон полювання 2, фільм — Британ
28. 2001 — Сищики-1 — Водородов. Оливкове дерево, Фільм 3; Грішники, що розкаялися, Фільм 6
29. 2001 — Удар Лотоса
30. 2002 — У русі — Редактор журналу
31. 2002 — Все, що ти любиш — Перехожий
32. 2002 — Дві долі — Тельцов, полковник
33. 2002 — Дорога, фільм — Марат
34. 2002 — Дронго, фільм — епізод
35. 2002 — Каменська-2 — Директор «Роскома». Вкрадений сон, фільм 1
36. 2002 — Кодекс честі-1 — Лев Анатолійович Антонюк
37. 2002 — Марш Турецького (3 сезон) — Губернатор. Куля для повпреда, Фільм 5
38. 2002 — Чоловіча робота 2 — Депутат Островський
39. 2002 — Слідство ведуть Знавці. Десять років потому — Замовник з фірми «А». Пуд золота, Справа N24
40. 2002 — Удар Лотоса 2
41. 2002 — Чорний м'яч
42. 2003 — Друга наречена імператора — епізод
43. 2003 — Даша Васильєва. Любителька приватного розшуку −1 — полковник Дегтерьов, комісар Пер'є (головна роль)
44. 2003 — Золотий вік — Жеребцов
45. 2003 — Інструктор — Верстаков (головна роль). Злочин і кара, 1 фільм
46. 2003 — Найкраще місто Землі — Борис Федорович
47. 2003 — Вогнеборці — Генерал Бугров (головна роль)
48. 2003 — Оперативний псевдонім — Локтіонов
49. 2003 — Подаруй мені життя — Каргополов Вадим
50. 2003 — П'ятий ангел — Антон Степанович, редактор газети
51. 2003 — Російські амазонки-2 — Директор
52. 2003 — Смерть юного імператора — епізод
53. 2003 — Сищики-2 — Водородов. Піти і не повернутися, Фільм 5
54. 2003 — Чисті ключі — Дільничний Дмитро
55. 2004 — Афромосквіч — Тато (головна роль)
56. 2004 — Даша Васильєва. Любителька приватного розшуку-2 — Полковник Дегтярьов (головна роль). Дама з кігтиками, фільм 1; Ця гірка солодка помста, фільм 2; Дружина мого чоловіка, фільм 3
57. 2004 — Даша Васильєва. Любителька приватного розшуку-3 — Полковник Дегтярьов (головна роль). Басейн з крокодилами, фільм 1; Несекретні матеріали, фільм 2; Сплять втомлені іграшки, фільм 3
58. 2004 — Конвалія срібляста-2 — Хвостовський, суперник Козлова на виборах. Слуга народу, 5 серія
59. 2004 — Не забувай — Бойко
60. 2004 — Нічний Дозор — Таксист, (немає в титрах)
61. 2004 — Операція «Цвіт нації» — Альфред Петрович, 14 серія
62. 2004 — Хлопці зі сталі — Адвокат
63. 2004 — Ганна — Шмакін
64. 2005 — Замовлення — Натан друг Олега, психіатр
65. 2005 — Мотузка з піску — Васильков
66. 2005 — Даша Васильєва. Любителька приватного розшуку-4 — Полковник Дегтярьов (головна роль). Хобі бридкого каченяти, фільм 1; Будиночок тітоньки брехні, фільм 2; Привид у кросівках, фільм 3.
67. 2005 — Денний Дозор — епізод
68. 2005 — Золоті хлопці — Едуард Чайка
69. 2005 — Непрямі докази — Сайкін
70. 2005 — Мій особистий ворог. Детектив від Тетяни Устинової — Василь Михайлов
71. 2005 — Шахраї — Маховиков
72. 2005 — Спадкоємиці 2 — Шантажист Євген (головна роль)
73. 2005 — Не хлібом єдиним — Ганичев
74. 2005 — Найкрасивіша — Кир Степанич, перукар
75. 2005 — Зграя, фільм
76. 2005 — Студенти-1 — Павло Ілліч Гусєв
77. 2006 — Аеропорт-2 — Юрист. Соломонове рішення, 22-а серія
78. 2006 — У ритмі танго — Ворошилов
79. 2006 — Зачарована дільниця — епізод
80. 2006 — Золоті хлопці-2 — Едуард Чайка
81. 2006 — Обережно, блондинки!
82. 2006 — Сьоме небо — Микола Миколайович Баришев, заступник Тимофія Кольцова з господарської частини
83. 2006 — Студенти-2 — Павло Ілліч Гусєв
84. 2006 — Студенти-International
85. 2007 — Бухта страху — Слідчий
86. 2007 — Валерій Харламов. Додатковий час — Анатолій Володимирович Тарасов, тренер
87. 2007 — Повернення блудного чоловіка — Павло, Костя (головна роль); Подвійна роль: «блудний чоловік» і його брат-близнюк
88. 2007 — Диверсант. Кінець війни — Полковник на весіллі
89. 2007 — Доярка з Хацапетівки — Олександр Єгорович Буличов, батько Діми
90. 2007 — Затемнення — Анатолій Савицький, батько Арсенія
91. 2007 — Попелюшка.ру — Зальцман, продюсер
92. 2007 — Пастка
93. 2007 — Нас не наздоженеш — Генерал
94. 2007 — Оплачено смертю — Адамс. Кривава Вікторія, 2 фільм
95. 2007 — Сильніше вогню — Єгор Петрович майор, (головна роль)
96. 2007 — Терміново в номер — Євген Анісімов. Битовуха, фільм 1
97. 2008 — Батюшка — Андрій Дубов, кандидат в губернатори
98. 2008 — Гра — Лікар швидкої допомоги
99. 2008 — Вторгнення, фільм 2008 — Андрій Новицький, чоловік Наталі
100. 2008 — ДАІ тощо — Полковник Громов
101. 2008 — Жінка бажає знати ... — Головлікар медцентру
102. 2008 — Клінч, фільм — Олег Миколайович Клімов
103. 2008 — Ні кроку назад — вітчим
104. 2008 — Нове життя сищика Гурова — генерал Орлов Петро Іванович, друг і начальник Гурова. Спіноза, 1 фільм; Стоїк, 2 фільм
105. 2008 — Далі буде — Лідський
106. 2008 — Куля-дура-1 — Гелій Зубрицький, бізнесмен
107. 2008 — Я — охоронець — Сергій Олексійович Проскурів. Старі рахунки (Замовлення на олігарха)
108. 2008 — Широка ріка — Валентин Сергійович Політов
109. 2008 — Сині ночі — Трохим Кузьмич, завідувач їдальні
110. 2008 — Розвідники. Війна після війни — Михайленко (головна роль)
111. 2009 — Щеня, фільм — Петро Гнатович
112. 2009 — Чудо — Бурделов Петро Петрович
113. 2009 — Господиня тайги — Микола Павлович Родченко, директор рибозаготівельного комбінату. Дельта, Фільм 4
114. 2009 — Танго з ангелом — Лигов Тимур Кирилович, бізнесмен
115. 2009 — Сорок третій номер — прокурор Штир
116. 2009 — Солдати-16. Дембель неминучий, полковник Хитров (немає в титрах)
117. 2009 — Слід саламандри — генерал Богачов
118. 2009 — Північний вітер — Сергачев Павло Павлович
119. 2009 — Доярка з Хацапетівки. Виклик долі — Олександр Єгорович Буличов
120. 2009 — Дикий, фільм — Сергій Володимирович Зайцев (головна роль), майор
121. 2009 — Вердикт — Кириченко, керівник слідчої групи
122. 2009-2010 — Маргоша — Борис Наумович Єгоров, директор журнального видавництва (головна роль)
123. 2010 — Робінзонка, начальник Марти
124. 2010 — Татусеві доньки — режисер
125. 2010 — Нове життя сищика Гурова. генерал Орлов.
126. 2010 — Земський доктор — Борис Смирнов
127. 2010 — «Алібі» на двох — Дмитро Федорович Ричков, полковник